# Żurawliwka (rejon tulczyński)
Żurawliwka (ukr. Журавлівка, pol. Żurawlówka) – wieś na Ukrainie, w obwodzie winnickim, w rejonie tulczyńskim, w hromadzie Tulczyn. W 2001 liczyła 1360 mieszkańców, spośród których 1342 wskazało jako ojczysty język ukraiński, a 18 rosyjski.

## Historia
W XIX i w początkach XX w. położona była w Rosji, w guberni podolskiej, w powiecie bracławskim. Była wówczas siedzibą gminy Żurawlówka. Po I wojnie światowej w granicach Związku Sowieckiego. Od 1991 na niepodległej Ukrainie.